# Pełczyn (województwo wielkopolskie)
Pełczyn – wieś w Polsce, położona w województwie wielkopolskim, w powiecie śremskim, w gminie Śrem.
| SIMC    | Nazwa      | Rodzaj    |
| ------- | ---------- | --------- |
| 0596553 | Poniatówki | część wsi |
| 0596560 | Skrobacz   | część wsi |

W latach 1975–1998 wieś położona była w województwie poznańskim.
Wieś duchowna Pełczyno, własność kapituły katedralnej poznańskiej, pod koniec XVI wieku leżała w powiecie kościańskim  województwa poznańskiego. 
Wieś położona 5 km na południe od Śremu przy drodze powiatowej nr 4075 z Nochówka do Międzychodu. 
Pełczyn w dokumentach pierwszy raz został wymieniony w 1394 jako własność kapituły poznańskiej. Zabytkiem wsi znajdującym się w gminnej ewidencji jest dom mieszkalny nr 18 z 1913. Do świątków należy kapliczka przydrożna Najświętszego Serca Jezusa z początku XIX wieku, stojąca przy drodze do Międzychodu na granicy Pełczyna i Gawron.

## Demografia
Liczba mieszkańców miejscowości:
| Rok  | Ilość mieszkańców |
| ---- | ----------------- |
| 1998 | 142               |
| 2002 | 128               |
| 2009 | 150               |
| 2011 | 142               |
| 2021 | 201               |

Od roku 1998 do 2021 liczba osób żyjących w miejscowości zwiększyła  się o 41,5%.